# Xanthophenax diversipes
Xanthophenax diversipes là một loài tò vò trong họ Ichneumonidae.